# Mistrovství světa ve fotbale 2034
Mistrovství světa ve fotbale 2034 bude 25. mistrovstvím pořádaným federací FIFA.

## Kandidáti na pořadatelství
Proces podávání nabídek na turnaj ještě nezačal. Byly však předloženy některé předběžné nabídky na pořádání mistrovství světa v roce 2034. Pořadatel bude pravděpodobně vybrán v roce 2027. Zájem o kandidaturu projevily následující země:

### ASEAN
První nabídku na pořádání mistrovství světa pro rok 2034 podali členové Sdružení národů jihovýchodní Asie. Myšlenka společné kandidatury ASEAN se objevila již v lednu 2011, kdy bývalý prezident Singapurské fotbalové asociace Zainudin Nordin ve svém prohlášení uvedl, že návrh byl předložen na zasedání ministrů zahraničí Sdružení. A to navzdory skutečnosti, že země nemohou podávat nabídky (jelikož to je v kompetenci národních asociací). V roce 2013 Nordin a malajský prezident Speciální olympiády Datuk Mohamed Feisol Hassan připomněli myšlenku, aby ASEAN společně pořádali šampionát. Podle pravidel FIFA z roku 2017 se mistrovství světa nemůže v roce 2030 konat v Asii (AFC), protože členové Asijské fotbalové konfederace jsou po výběru Kataru v roce 2022 z kandidatury vyloučeni, proto by se člen AFC mohl ucházet o pořádání mistrovství nejdříve v roce 2034.
Později Malajsie od účasti odstoupila, ale Singapur a další země ASEAN pokračovaly v kampani za podání společné nabídky na pořádání turnaje v roce 2034. V únoru 2017 vedl ASEAN rozhovory o podání společné nabídky během návštěvy prezidenta FIFY Giannim Infantinem v myanmarském Rangúnu. 1. července 2017 místopředseda generálního výboru Indonéské fotbalové asociace Joko Driyono uvedl, že Indonésie a Thajsko se chystají vést konsorcium zemí jihovýchodní Asie v nabídce. Driyono dodal, že vzhledem ke geografickým a infrastrukturním podmínkám a rozšířenému formátu (48 týmů) by se k pořádání zápasů hodily nejméně dvě nebo tři země ASEAN dohromady.
V září 2017 zástupce generálního ředitele thajské 1. Ligy Benjamin Tan na zasedání rady fotbalové federace ASEAN (AFF) potvrdil, že jeho asociace projevila zájem ucházet se o pořádání mistrovství světa v roce 2034 společně s Indonésií. Při téže příležitosti generální sekretář AFF Dato Sri Azzuddin Ahmad potvrdil, že Indonésie a Thajsko předloží společnou kandidaturu. Indonésie byla prvním asijským týmem a jedinou zemí jihovýchodní Asie, která se mistrovství světa zúčastnila, tehdy bylo území Indonésie známé jako Nizozemská východní Indie.
V červnu 2018 však člen výkonného výboru FIFA, Jang di-Pertuan Agong a sultán Pahangu Abdullah Pahangský, který je zároveň bývalým prezidentem Fotbalové asociace Malajsie (FAM), vyjádřil zájem připojit se k oběma zemím a uspořádat mistrovství světa společně. Ve stejném roce vyjádřil zájem připojit se ke kandidatuře také Vietnam, a to navzdory určitým obavám infrastruktury kvůli horšímu stavu vietnamské ekonomiky. Tyto čtyři země již společně hostily fotbalovou akci v roce 2007 během Asijského poháru AFC.
V červnu 2019 oznámil thajský premiér Prajutch Čan-Oča, že všech deset zemí ASEAN podá společnou nabídku na pořádání mistrovství světa pro rok 2034, což je první společná nabídka deseti zemí v historii mistrovství světa ve fotbale.
9. října 2019 pět zemí ASEAN oficiálně navrhlo pořádání mistrovství světa. Iniciativu má vést Thajsko.
15. června 2022 kambodžský premiér Hun Sen jako předseda ASEAN prohlásil, že bude naléhat na lídry jihovýchodní Asie, aby se ucházeli o pořádání turnaje v roce 2034 nebo 2038.

### Egypt
Egyptský ministr sportu a mládeže Ašraf Sobhí uvedl, že Egypt zvažuje kandidaturu na pořádání mistrovství světa ve fotbale 2034.

### Zimbabwe
Ministr cestovního ruchu a pohostinství Walter Mzembi prohlásil, že Zimbabwe se bude ucházet o pořádání mistrovství světa ve fotbale 2034. Jeho představa je, že Harare bude hostitelským městem, ale ve spolupráci s dalšími velkými městy v regionu, jako je Maputo, Johannesburg, Gaborone a Lusaka. Všechna tato města jsou od sebe vzdálena do hodiny a půl letu.

### Austrálie
Po neúspěšné kandidatuře na pořádání mistrovství světa ve fotbale 2022 Austrálie zvažovala kandidaturu se sousedním Novým Zélandem, členem OFC, s nímž budou společně pořádat mistrovství světa ve fotbale žen v roce 2023. Austrálie tento záměr znovu představila v kandidatuře na pořádání letních olympijských her v roce 2032. O společné kandidatuře s Indonésií a dalšími zeměmi ASEAN namísto Nového Zélandu Austrálie jednala, Indonésie však zůstala ke společné kandidatuře s Austrálií zdrženlivá, vzhledem k tomu, že se země účastní i kandidatury ASEAN na stejný turnaj. 

### Zájem o pořadatele
AFC
- Indonésie,  Malajsie,  Singapur,  Thajsko a  Vietnam[11][21]

- Čína[22]

AFC-OFC
- Austrálie (potenciálně s  Indonésií a/nebo  Novým Zélandem[23][19]

CAF
- Zimbabwe (potenciálně s  Botswanou,  Mosambikem,  Jihoafrickou republikou a  Zambií[15]

- Egypt[24]

- Nigérie[25]